# Rencontre à Varsovie

Rencontre à Varsovie est un film français réalisé par Paul Carpita en 1955 et sorti en 1957.

## Synopsis
Jacques est embauché par un journal pour couvrir les rencontres Internationales de la Jeunesse à Varsovie. Dans le train il rencontre, au milieu d'un bande de délégués marseillais exubérants, la charmante Mireille. Dans la capitale polonaise, c'est la joie générale : on défile, on manifeste, on improvise des spectacles de rues, on rit, on danse. Jacques et Mireille,  exultant eux aussi, se découvrent en même temps qu'ils découvrent Varsovie. La gravité les rejoint quand, au détour d'une promenade, ils échouent dans les ruines du ghetto. Autre ombre sur leur amour, Jacques doit affronter sa conscience : l'article qu'il est censé écrire sur l'événement ne va-t-il pas lui aliéner ses nouveaux amis, et pire encore, la jeune fille qu'il aime tendrement.

## Fiche technique
- Titre : Rencontre à Varsovie
- Réalisation :	Paul Carpita
- Scénario : Paul Carpita
- Dialogues : André Abrias, (sous le pseudonyme « André Maufray »)
- Musique : Jean Wiener
- Photographie : Paul Carpita
- Son : Paul Boistelle, Marcel Royné
- Montage : Suzanne Sandberg
- Producteur : Paul Carpita
- Société de production : Réalisations Cinématographiques de Marseille, Cinepax
- Société de distribution : Copsi Vidéo (2009)
- Tournage : à partir d'août 1955 à Varsovie puis à Marseille
- Pays d’origine :  France
- Format : noir et blanc — 35 mm (positif et négatif) — Son monophonique
- Genre : Film dramatique
- Durée : 75 minutes
- Dates de sortie : 
  - Première présentation : 3 octobre 1957 à Marseille
  - Sortie en URSS : 30 juin 1958

## Distribution
- Jacques Brenan : Jacques
- Denise Landry : Mireille
- Florent Muñoz : Fernand
- André Abrias : Bresson (sous le pseudonyme « André Maufray »)
- Georges Pasquini : le père de Mireille
- Louisette Cavolino : la mère de Mireille
- André Robert
- le petit Pierrot

## Autour du film
- Le film fut tourné en 1955 à Varsovie lors des Rencontres Internationales de la Jeunesse. Des scènes complémentaires furent tournées plus tard à Marseille. Le montage eut lieu en 1956
- Palmarès : Ruban d'argent au Festival International de la Jeunesse pour la Paix de Moscou